# Сокол В'ячеслав Петрович
В'ячесла́в Петро́вич Со́кол (народився 13 січня 1977, Мінськ, Білоруська РСР, СРСР) — білоруський хокеїст, захисник. 
У складі національної збірної Білорусі провів 8 матчів. У складі молодіжної збірної Білорусі учасник чемпіонатів Європи 1994 (група B) і 1995, чемпіонатів світу 1995 (група C), 1996 (група C) і 1997 (група C).
Виступав за «Полімір» (Новополоцьк), «Гомель», «Німан» (Гродно), «Динамо» (Мінськ). Завершив виступи на хокейному майданчику в 2009 році.